# Gremda
Gremda (arabisch ڨرمدة) ist eine Stadt, die etwa zehn Kilometer nordwestlich von Sfax an der Straße nach Kairouan liegt. Sie gehört zum Gouvernement Sfax und bildet eine Gemeinde mit 40.858 Einwohnern im Jahr 2014.
Es ist bekannt dafür, den größten Olivenmarkt des Landes zu beherbergen, der im Dezember, wenn die Ernte in vollem Gange ist, sehr belebt ist. Die Region von Sfax ist die wichtigste Olivenölregion des Landes, denn mehr als ein Drittel der tausend Olivenölproduktionsanlagen des Landes befinden sich dort.
Die Stadt ist mit der französischen Stadt Villefontaine verschwistert, mit der 1994 eine Partnerschaft geschlossen wurde. Auf kultureller Ebene hat es ein nationales Zentrum für dramatische und szenische Kunst und organisiert ein jährliches Festival.